# コルネリス・エンゲブレフツゾーン
コルネリス・エンゲブレフツゾーン または コルネリス・エンゲルブレフツゾーン（Cornelis Engebrechtsz.または Cornelis Engelbrechtsz. 、 1462年ころ – 1527年）は15世紀から16世紀の初めのオランダの画家である。ライデンで活動し、ルーカス・ファン・レイデンやアールトヘン・ファン・レイデンを含む多くのライデンの画家を教えた。息子たちのコルネリス・コルネリスゾーンやルーカス・コルネリスゾーン、ピーター・コルネリスゾーン・クンストも画家になった。

## 略歴
ライデンで生まれた。姓（父称）は当時の文書では「Engebrechtsz.」であったとされる。ネーデルランドの画家の伝記を出版したカレル・ファン・マンデル(1548-1606)の著書『画家列伝（画家の書）Schilder-boeck』がエンゲブレフツゾーンの生涯に関する重要な資料であるが、この著書では、よりオランダに多い父称「Engelbrechtsz.」で記述し、エンゲルブレフツゾーンを用いる後代の学者も多かった。生年は1460年から1465年の間とされる。
1482年にライデンの修道院(klooster Sint Hieronymusdal)に絵を売却した記録が残っている。この修道院で働いていたとされるTricus と Tymanuという画家の兄弟から絵を学んだ可能性がある。1897年から亡くなるまでライデンで働き、1499年から1506年と1515年から1522年の間にエンゲブレフツゾーンがライデンの民兵団に属した記録が残っている。ライデン近くの修道院やライデン市議会からも注文を受けて作品を描いた。
1487年頃に結婚し、6人の子供が生まれた。3人の息子、ピーター・コルネリスゾーン・クンスト(Pieter Cornelisz. Kunst: 1484/1490-1560/1561)、コルネリス・コルネリスゾーン(Cornelis Cornelisz. Kunst: 1493-1544)、ルーカス・コルネリスゾーン(Lucas Cornelisz. Kunst: 1495–1552)は画家になった。
ライデンに工房を開き、息子たちや弟子たちと宗教画などを制作した。弟子にはルーカス・ファン・レイデン（c.1494-1533)やアールトヘン・ファン・レイデン(Aertgen van Leyden:  c.1498-c.1564)がいて、ネーデルランドの絵画のスタイルに影響を与えた。

## 作品

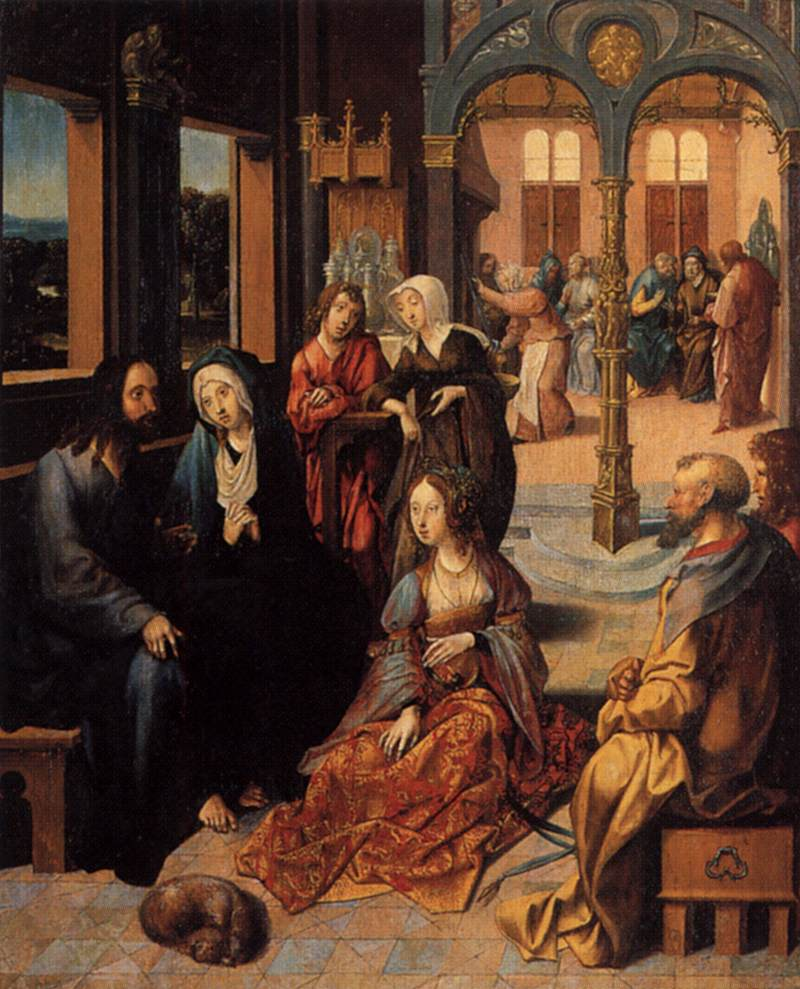
「マルタとマリアの家のキリスト」(1515/1520) アムステルダム国立美術館蔵
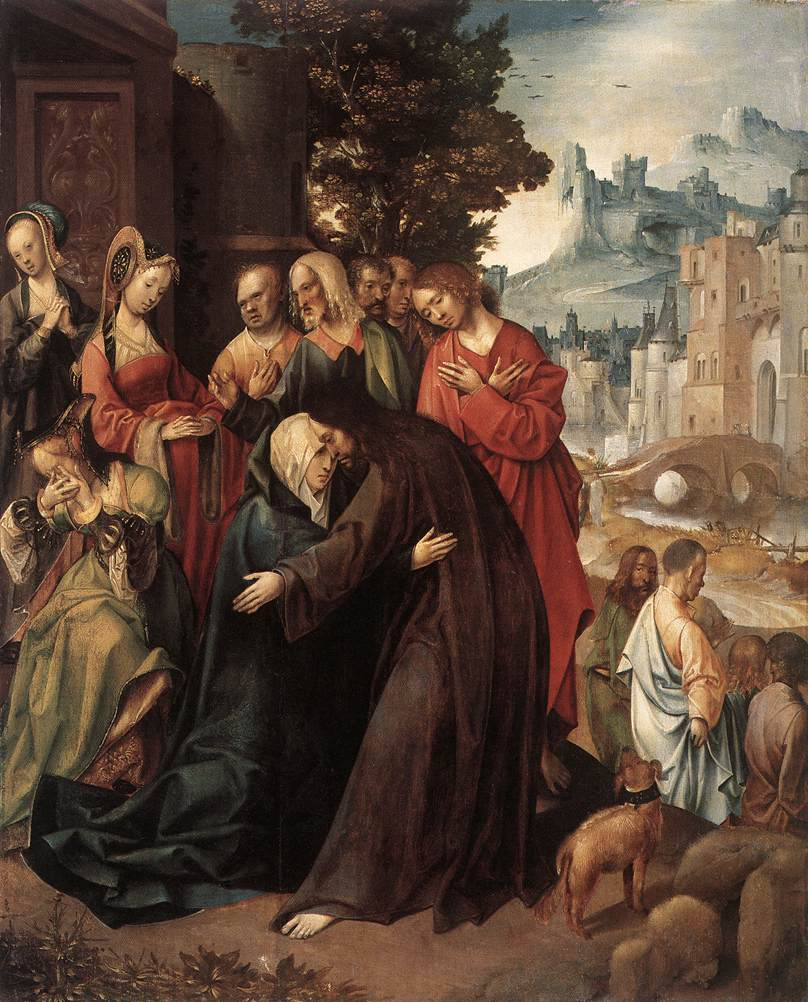
母親に別れを告げるキリスト(1515/1520) アムステルダム国立美術館蔵
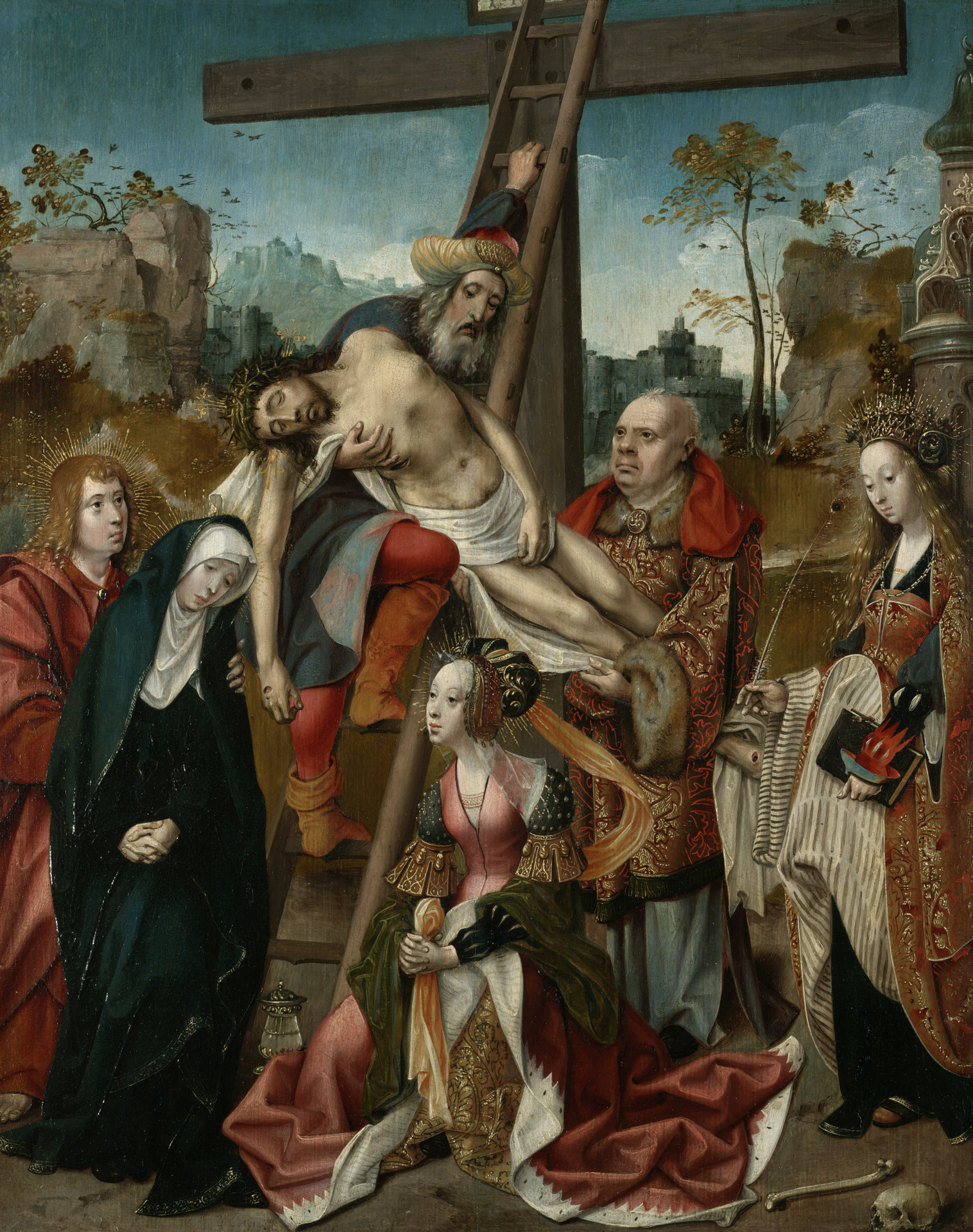
十字架降架(1510/1520) Yale University Art Gallery蔵
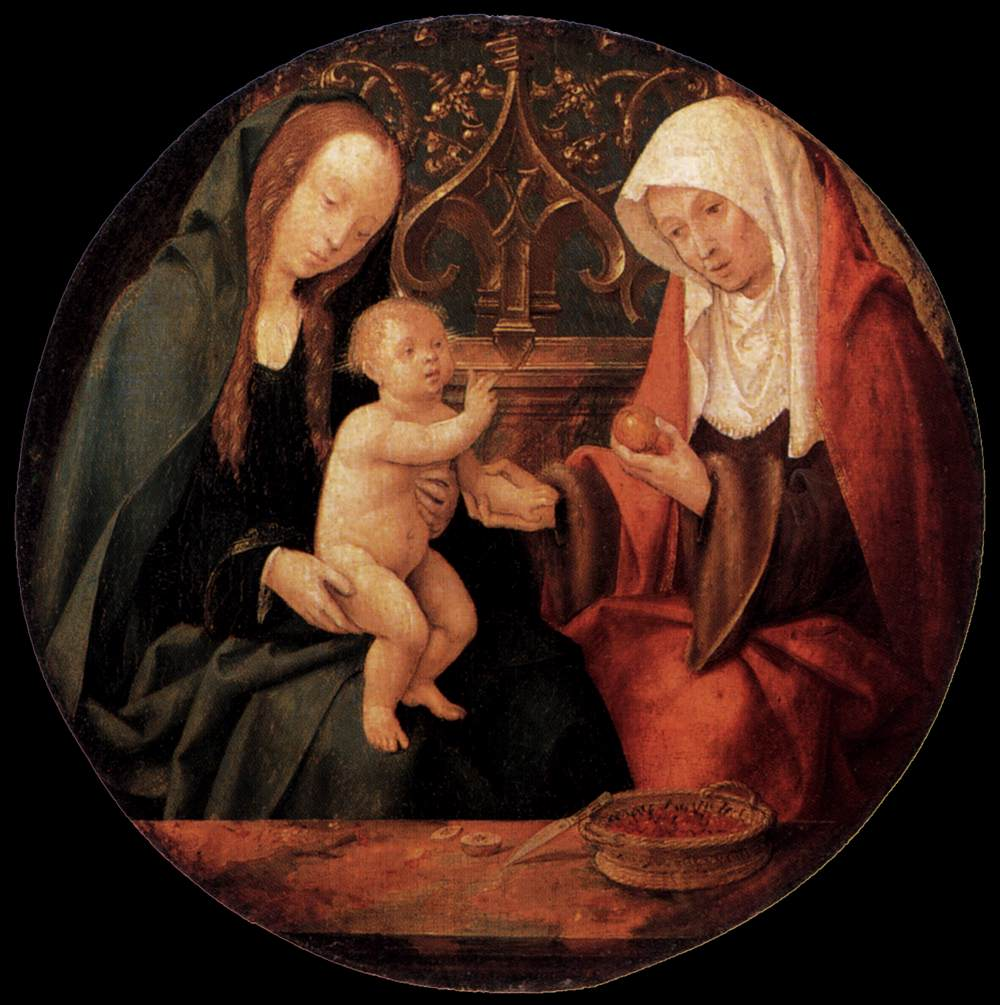
聖母子と聖アンナ(c.1500) 絵画館 (ベルリン)蔵